# Bhairab Naach

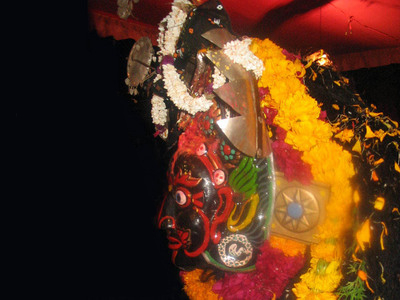
Maska Bhairaba

Bhairab Naach je starodávný maskový tanec božstev a démonů s procesím vozů, prováděný v údolí Pókhara v Nepálu jako součást Indra Jatra festivalu. Je pojmenován po božstvu Bhairabovi, jednom z aspektů (způsobů zobrazení) boha Šivy.

## Historie
Tento tanec pochází z Bhaktapuru a během migrace obyvatel byl přenesen před více než 230 lety mistrem Jitaramem z Bhaktapuru do údolí Pókhara. V Bhaktapuru se konal každých 12 let, v údolí Pókhara se pro upevnění kulturních tradic koná jednou za 6 let. Útržek písně zpívané při tanci naznačuje, že byl tanec poprvé prováděn za časů posledního krále Bhaktapuru, Ranajit Malla.

## Tanec
V tanci vystupuje 12 božstev, jmenovitě Dagini, Kwancha, Bhuccha, Bhairab, Kálí, Indrayani, Barah, Kumari, Višnu, Brahmá, Ganga a Ganéša. Bhairab je hlavní postavou této skupiny a řídí tanec od začátku do konce. V den konání tance se všichni účastníci vykoupou, obléknou do tradičních kostýmů a nasadí si rituální masky. Žádný zúčastněný nesmí promluvit, dokud si nesundá masku. Tanec začíná ve chrámu Bhairaba večer a po několika kolech a obřadu puja se přenese do hostujícího paláce, kde se koná ještě asi 6 hodin. Tam nejprve tančí všech 12 bohů společně a po obřadu puja začnou jednotlivé individuální tance. První je Bhairab s Kwanchou a bohem Bhuccha, který si hraje jako dítě. Tato část se nazývá Jyoti Naach. Poté následuje část Char Bhairab, kdy tančí postupně Bhairab, Kálí, Indrayani a Barah. Jde o velmi energický tanec, který lidé s oblibou pozorují. Poté přijde Kumari, Višnu, Brahmá a Ganga. Ganéša tančí sólo. Pak přicházejí Kwancha a Bhuchha, opět se svou dětskou hrou, a nakonec Dagini. Poté, co na závěr tančí všech dvanáct božstev, se provede závěrečný obřad, účastníci se vrátí zpět do Bhairabova chrámu a slavnost je u konce.